# 竹若元博
竹若 元博（たけわか もとひろ、1970年（昭和45年）8月12日 - ）は、日本のお笑い芸人である。
京都府京都市出身。吉本興業所属。NSC8期生。

## 来歴
当初はピンで活動しており、今宮子供えびすマンザイ新人コンクールに出場するために『四面楚歌』というコンビを組んだが、早くに解散している。1989年10月に、バッファロー吾郎Aとともにお笑いコンビ・バッファロー吾郎を結成。コンビのボケを担当している。

## 人物・エピソード
- 運動神経が良く、バク転ができ、吉本印天然素材時代は岡村隆史の次にダンスが上手く、岡村と共にセンターポジションにいた。ボケのセンスは高く評価されており、松本人志のラジオに電話出演したりもしている。
- 京都教育大学附属高等学校で学んだが、大学に進学はせずNSC入りした。
- 高校時代はテニス部に所属。後輩から「メガさん」（メガネさんの省略形）と呼ばれていた。
- 大喜利が最も得意で、後輩からは「大喜利の神」などと称せられることもある。
- かけている眼鏡は伊達眼鏡である。昔は伊達眼鏡ではなく度が入った眼鏡をかけていたが、あまりに度が強く目が小さくなったのを嫌がり、コンタクトを装用したうえで伊達眼鏡をかけるようになった）。2008年7月には自身のブログにてレーシック手術を行ったことを告白、裸眼での生活も支障なくできるようになったと明記している。
- 初対面の相手には、無口でまじめで、という第一印象を与えることが多い。非常に生真面目な性格で、NSC存学中はー度も授業を欠席にしたことがない。跳び箱を声を出して跳ぶ授業があり、他の生徒が馬鹿らしいとサボっていた中、竹若は一人熱心に跳び続けた。なお、その翌日から練習中に眼鏡が飛ばないようにと眼鏡に紐が付けられたらしい。
- 昔、千原せいじ（千原兄弟）とー緒に暮らしていた。デリカシーの無さで知らせるせいじと一つ屋根の下で同居することは並大柢の人間では無理とされており、ここからも竹若の寛容な性格が窺える。岡村隆史（ナインティナイン）は竹若のことをガンジーと呼ぶ。
- 人が良くほとんどキレたことがない。寝ぼけていた原西孝幸（FUJIWARA）が竹若に小便かけてしまった際にも「ここトイレちゃうで」とつっこんだだけで全くキレなかったという。千原ジュニア（千原兄弟）曰く『仏の竹若』[1]
- 過去に吉本印天然素材時代に皆から『王子』と呼ばれていたことがあった[2]。
- 吉本総合芸能学院での講師活動も行っている[3]。
- アメコミが好きでアメコミのイベント出演や即興劇「THE EMPTY STAGE」のイベントに出演している。
- 諸星和己とは生年月日が一緒である。
- 元ヘビースモーカーであり、吉本超合金Fの企画にて健康診断を受けたところ、白血球が多すぎると診断された。しかし、自宅で愛猫が灰皿を舐めたきっかけに禁煙を踏み切った[4]。
- 絵が得意で、現在教えて!ニュースライブ 正義のミカタのエンディングのイラストのコーナーにて画伯として不定期出演している。
- 2022年に吉本興業新宿本社が受付ロビーのリフォームをしたが、自身はテーブルデザインを製作した。
- 2005年に入籍しているが、その彼女（現在の嫁）の出会いは服屋の店員と客としてがまず最初であった。その頃の竹若の恋愛に対し非常に奥手で、自分が彼女を好きであることに気付いたのは知り合ってから3ヶ月後だったが、それでも自ら「客と店員としてしか彼女とは話ができないのだろう」と躊躇し続けた拳句、告白に至るまで実に4年もかかってしまったという[5]。その頃の感覚が未だに抜けず、「中野さん」（嫁の旧姓）「竹若さん」と呼び合っており、普段は敬語で会話を交わしているらしい。
- 2022年には自身が考案したカプセルトイ「大きくなっちゃっタヌキ」が2022年9月28日に発売をした。[6]

## 趣味・嗜好
- 釣り、プロレス、猫が大好き。ゲームやマンガ、アニメにも造詣が深く、特に『機動戦士ガンダム』や『ジョジョの奇妙な冒険』、『ドラゴンボール』、『キン肉マン』、『グラップラー刃牙』を好む。『スーパーロボット大戦シリーズ』ではルー・ルカを熱心に育てていた。一番カッコイイと思うモビルスーツはハンブラビ。好きな超人はブロッケンJr.。好きなアニメの女性キャラクターは人造人間18号。ミステリー小説も好き。特に 『ジョジョの奇妙な冒険』については熱くなる[7]。
- 音楽は筋肉少女帯、電気グルーヴなど、かつてのナゴムレコード出身のバンドを好む。無名時代より電気グルーヴはラジオでバッファロー吾郎の名を挙げる場面があった。筋肉少女帯の大槻ケンヂとはバッファローがホストを務めた深夜番組『超ねんてん博物館』で念願の共演が実現している。初めて買ったレコードはWHAM!の『バッド・ボーイズ』。中学時代にはオフコースを聴く一方で、友人の影響でLOUDNESSやEARTHSHAKERなどのメタルバンドにも傾倒していたと、当時出版された天然素材の写真集にて本人が語っている。F1やMotoGPなどモータースポーツのファンでもある。[要出典]
  - しましまんず・池山心が中心になって結成したバンド「THE★RED STAR」ではキーボードを担当。
- 自分の手で自宅を作りあげるほどDIYが得意である。元々は自宅を新築する際、希望をかなえた家を建てるには費用がかかったため、元々の趣味であったDIYを活かして大部分を作り上げた[8]。

## 出演作品
テレビバラエティ
- おはスタ 第1部（2013年4月 - 2014年4月、テレビ東京）
- 趣味どきっ!（2016年12月 - 2017年1月、Eテレ）「暮らしの道具の使い方」シリーズ
- 大阪ゲーム荘 （毎日放送、不定期放送）
- おしえて!美bien!!（2015年 - 2017年、TOKYO MX）- 不定期出演
- 教えて!ニュースライブ 正義のミカタ（朝日放送）- 番組では画伯として紹介

テレビドラマ
- 示談交渉人 ゴタ消し 第11話（2011年3月17日、読売テレビ） - 佐村隆 役
- マネーの天使〜あなたのお金、取り戻します!〜 第5話（2016年2月4日、読売テレビ） - 柿沼真治 役
- 連続テレビ小説 ひよっこ 第118回（2017年8月17日、NHK） - 時代劇監督 役[9]

テレビアニメ
- 名探偵コナン（2013年11月30日、読売テレビ）- ガイドのおじさん 役

Web番組
- 超ドラゴンクエストXTV（2017年11月6日 - 、ニコニコ生放送） - MC

舞台
- 白虎隊 ザ・アイドル（2023年11月29日 - 12月3日、シアターサンモール）[10]
- 筒井康隆笑劇場（2024年3月8日 - 14日、シアター・アルファ東京）[11]